# Halfordia
Genre
Halfordia est un genre de plantes de la famille des Rutaceae.

## Liste d'espèces
Selon Catalogue of Life (18 janvier 2020) et GRIN (18 janvier 2020) :
- Halfordia kendack (Montrouz.) Guillaumin

Selon Tropicos (18 janvier 2020) (Attention liste brute contenant possiblement des synonymes) :
- Halfordia kendack (Montrouz.) Guillaumin
- Halfordia scleroxyla F. Muell.